# Marcos 15

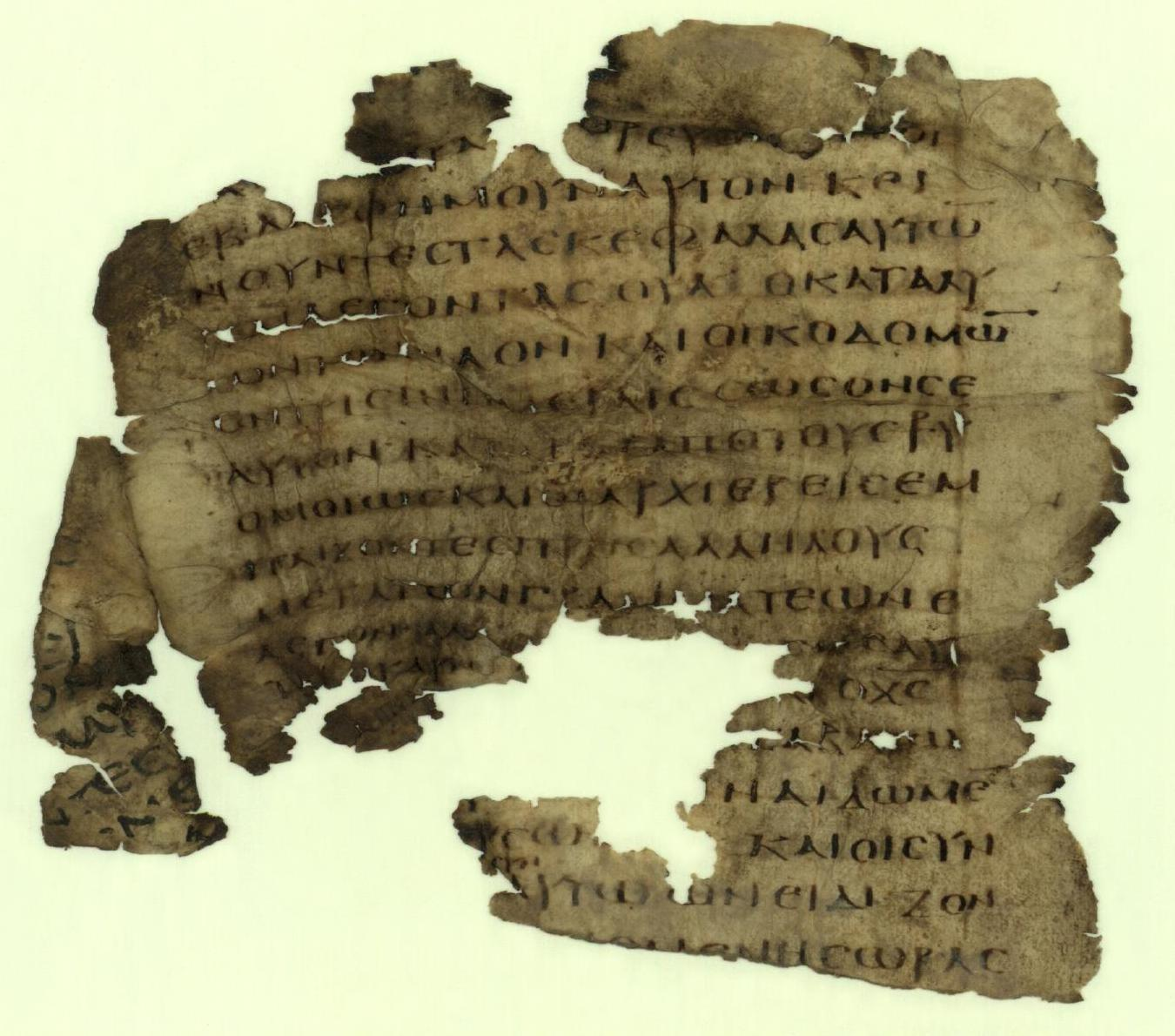
Fragmento de Uncial 059 (siglos -) con Marcos 15:29-33.

Marcos 15 es el decimoquinto capítulo del Evangelio de Marcos del Nuevo Testamento de la Biblia cristiana. Este capítulo recoge la narración de la Pasión de Jesús, incluyendo su juicio ante Poncio Pilato y luego su crucifixión, muerte y entierro. El juicio de Jesús ante Pilato y su crucifixión, muerte y sepultura también se registran en Mateo 27, Lucas 23 y Juan 18:28-19:42.

## Texto
.
.
.

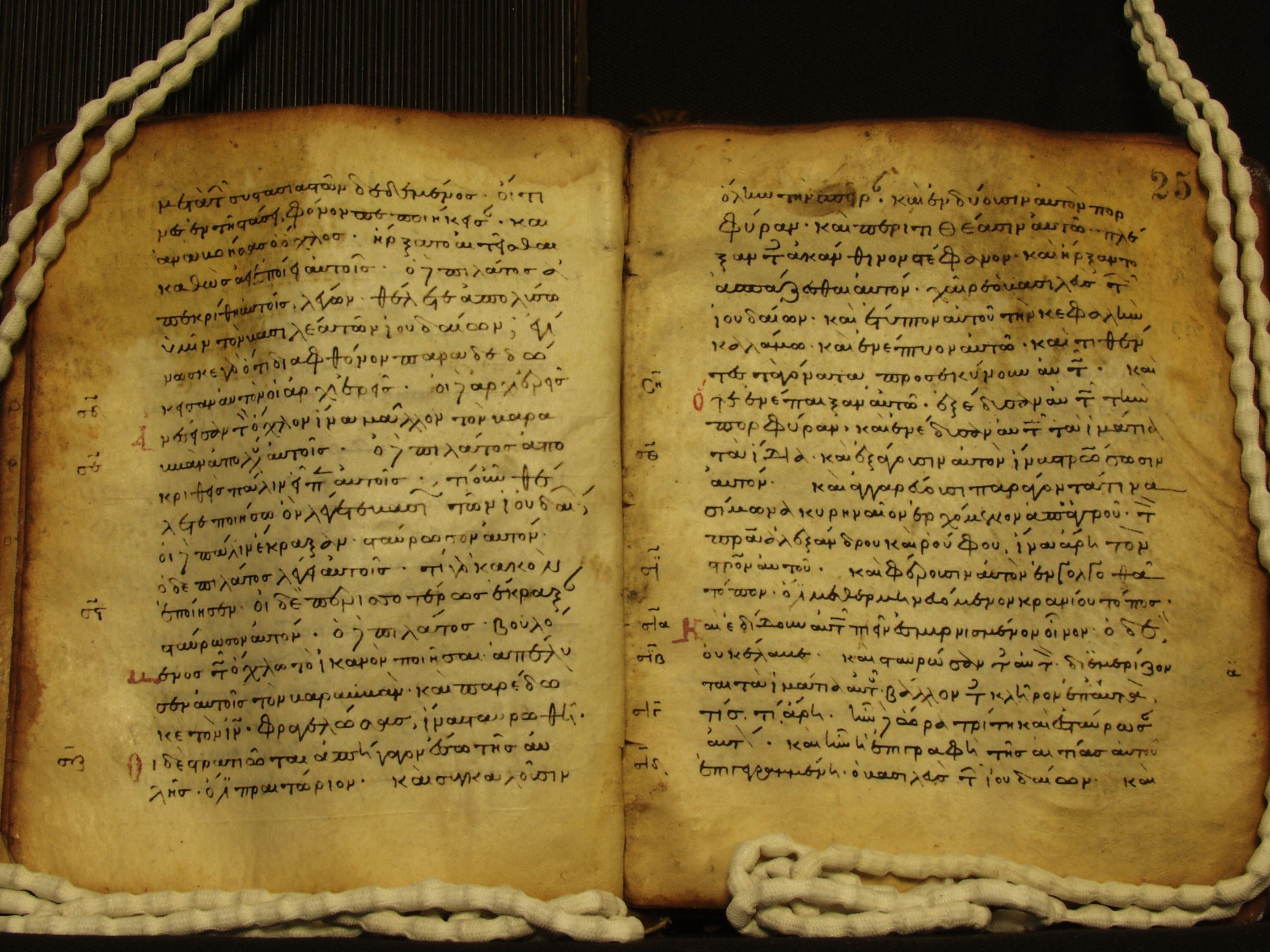
Marco 15:6-27 en escritura minúscula en dos páginas de Minúscula 2445 del

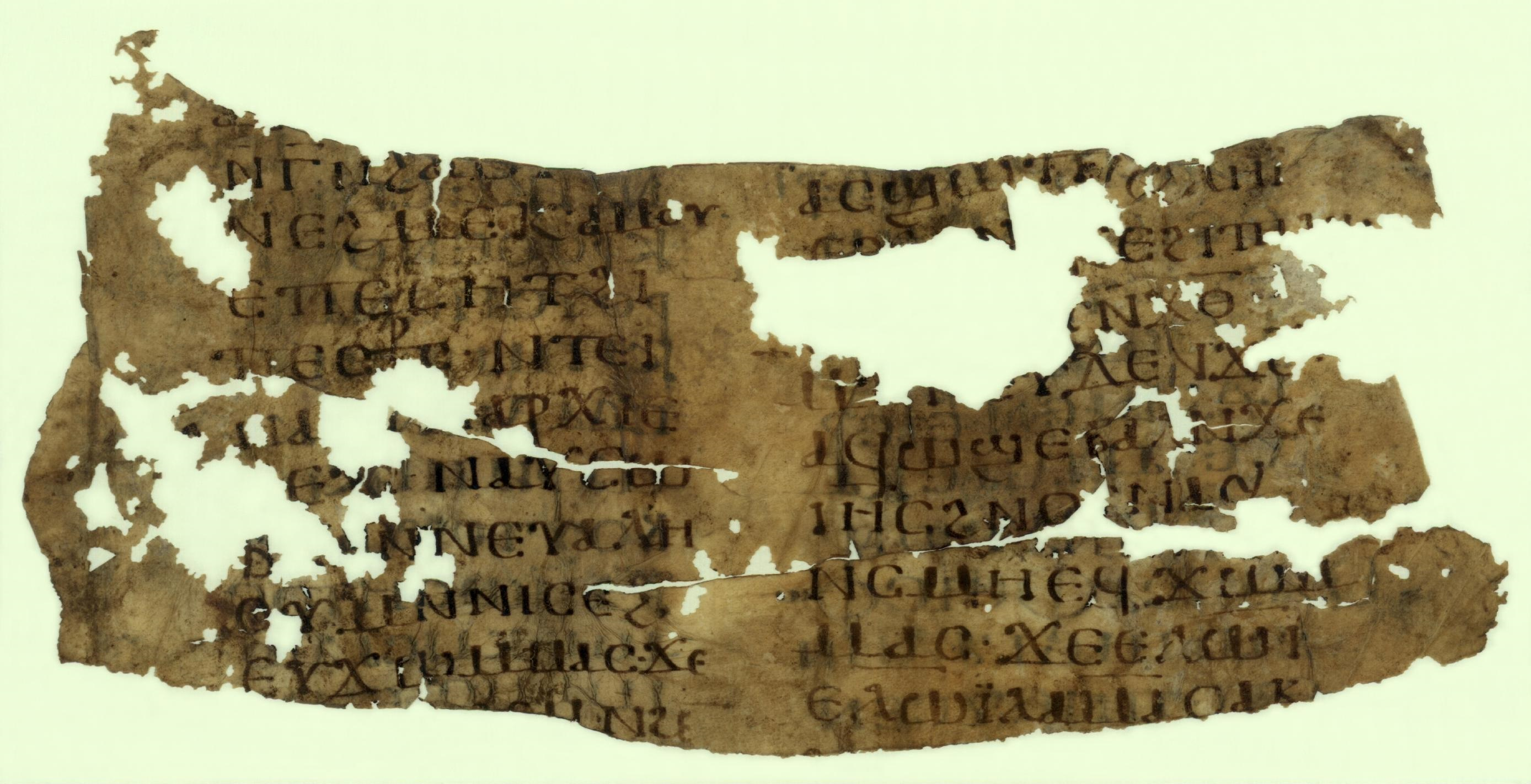
El texto griego de Marcos 15:29-31,33-34 en escritura uncial en Uncial 0184 del

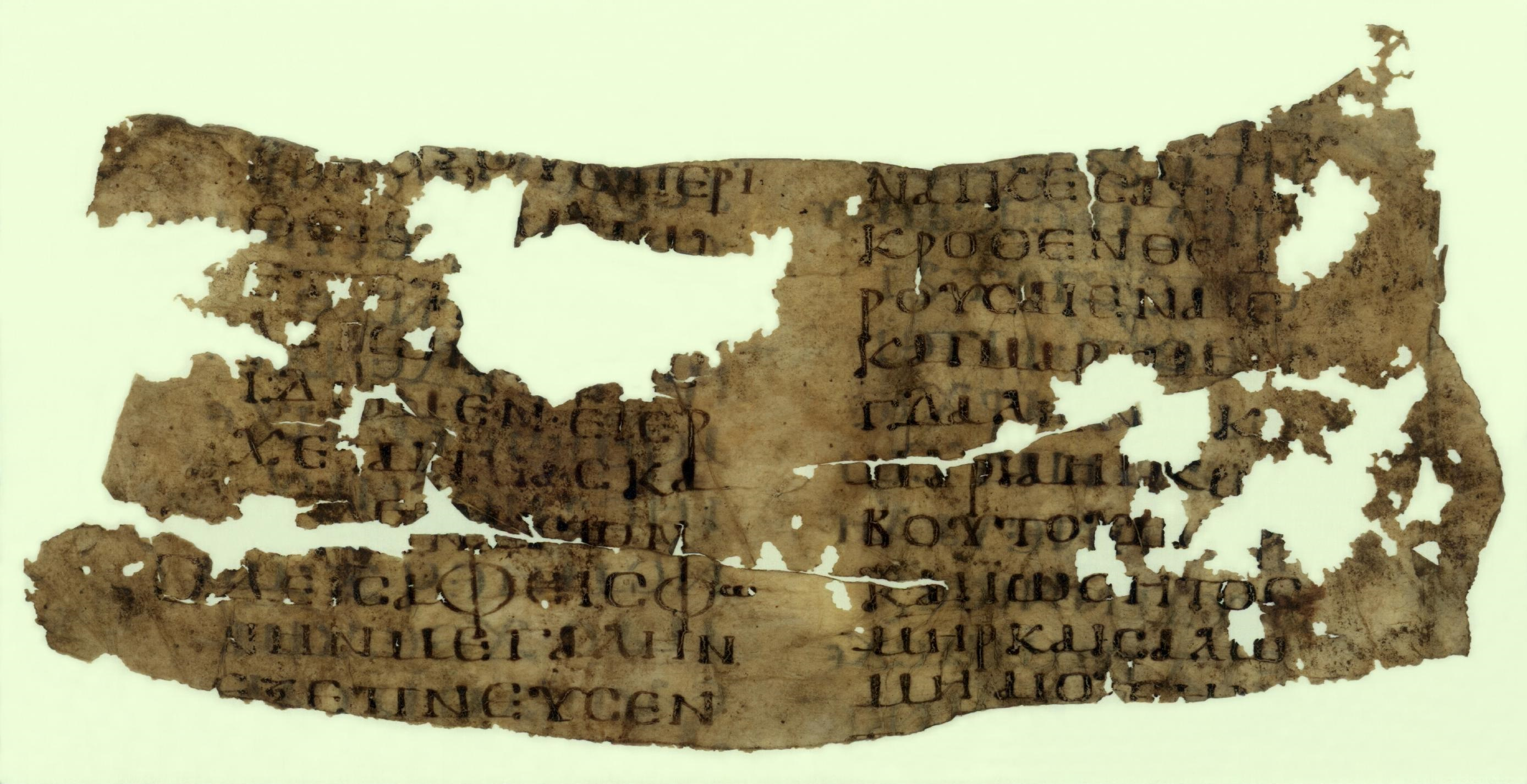
Mark 15:36-37,40-41en Griego-Cóptico del Caligrafía uncial (Vindobonensis Pap. K. 8662;)

El texto original estaba escrito en griego koiné. 
Este capítulo está dividido en 47 Versículos.

### Testigos textuales
Algunos manuscritos antiguos que contienen el texto de este capítulo son:
- Codex Vaticanus (~325-350)
- Codex Sinaiticus (~330-360)
- Codex Bezae (~400)
- Codex Washingtonianus (~400)
- Codex Alexandrinus (~400-440)
- Codex Ephraemi Rescriptus (~450; completo)

### Liberación de Barrabás

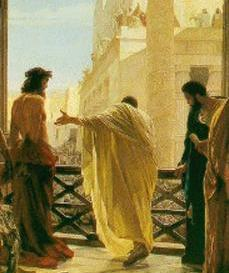
Ecce Homo (¡He aquí el hombre!), Antonio Ciseri, : Poncio Pilato presenta a un Jesús de Nazaret flagelado a los espectadores

## Los soldados se burlan de Jesús

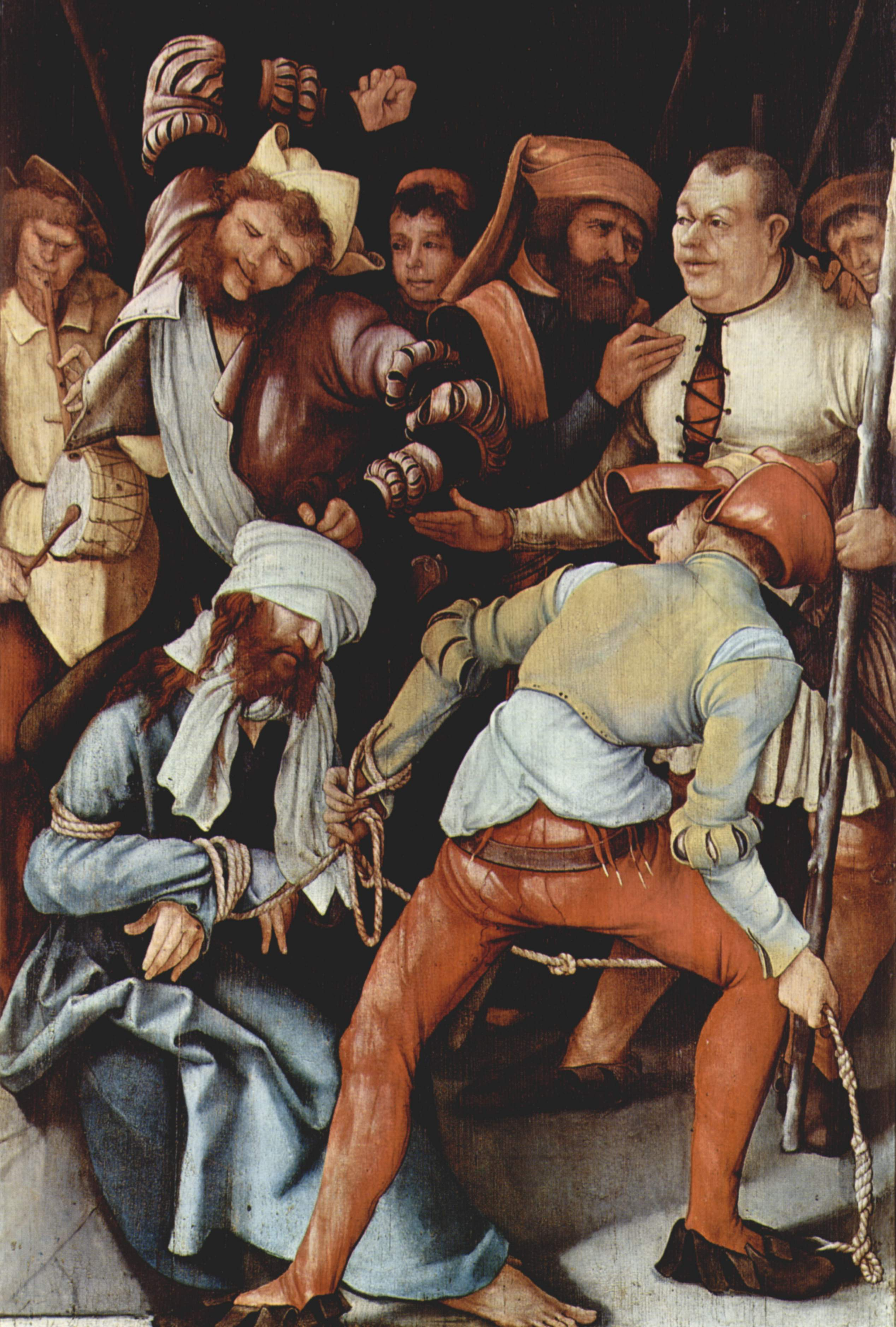
El escarnio de Cristo de Grünewald

## La crucifixión de Jesús

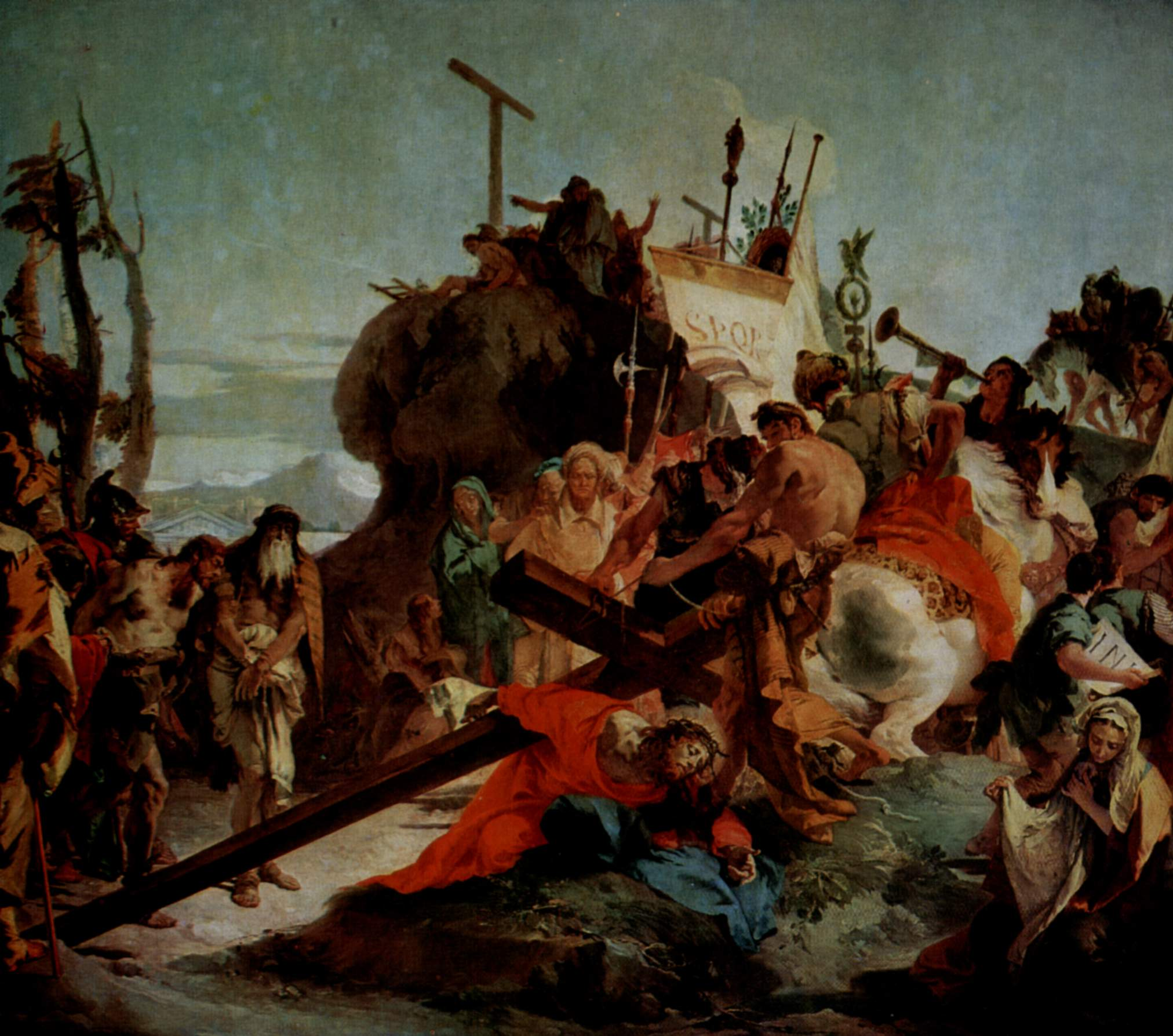
El Vía Crucis de Cristo, Subida al Calvario por Giovanni Battista Tiepolo

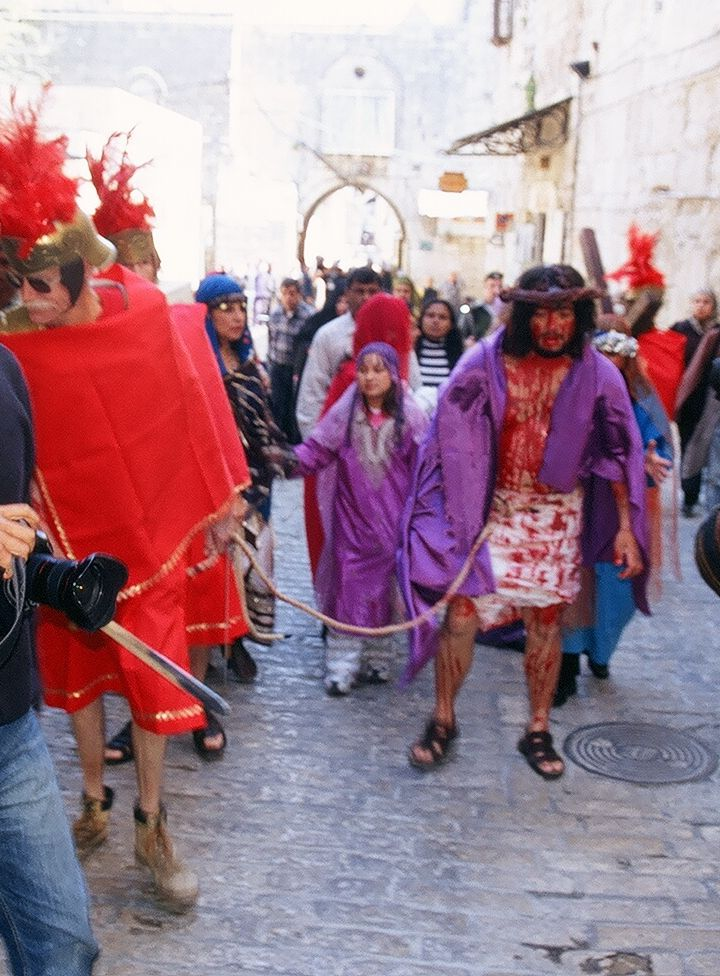
Reinterpretación del Vía Crucis en Jerusalén por la Vía Dolorosa desde la Puerta de los Leones hasta la Iglesia del Santo Sepulcro.

Un diagrama de la Iglesia del Santo Sepulcro basado en un documental alemán, que afirma ser el lugar del Calvario y la Tumba de Jesús.

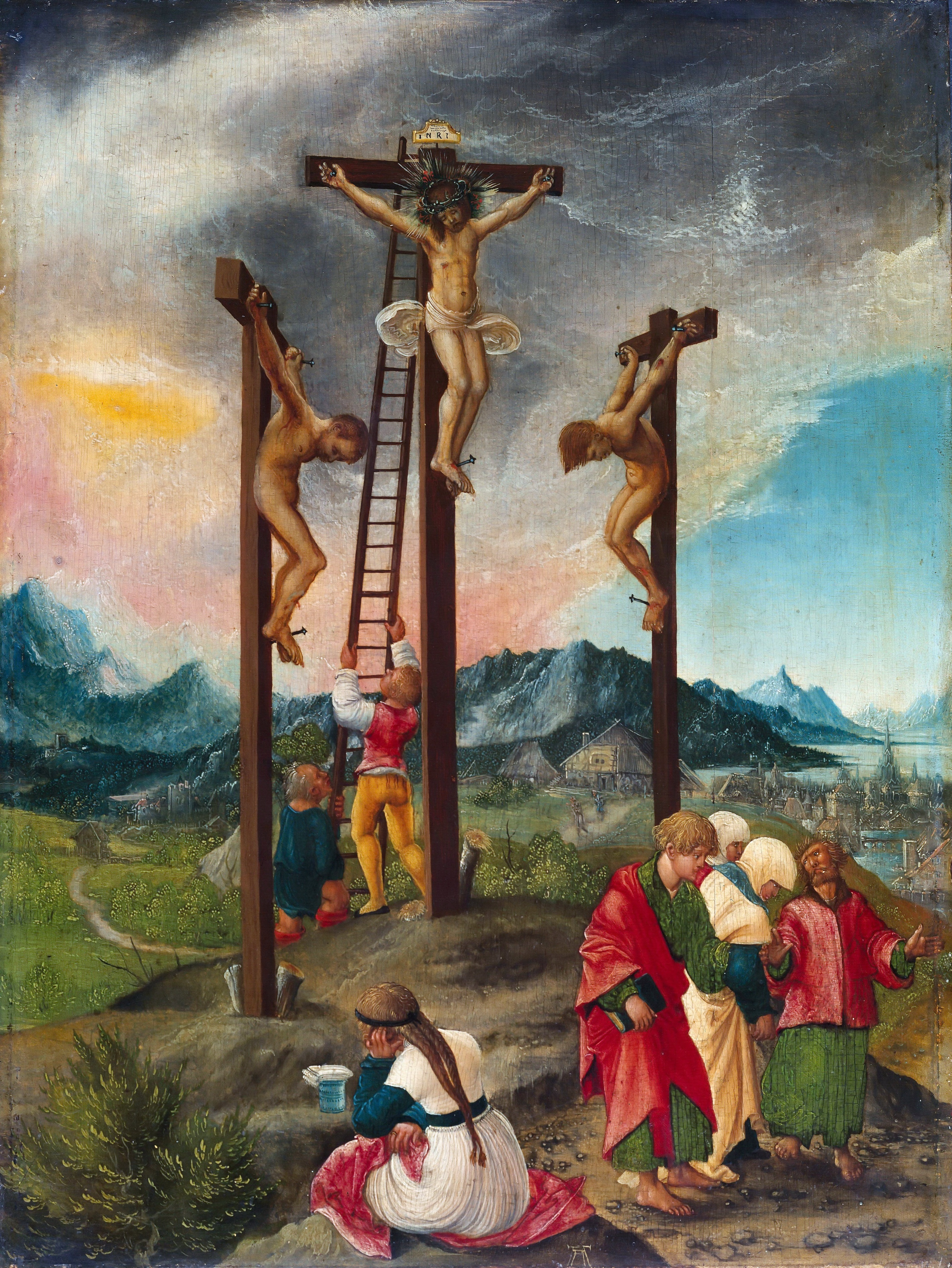
Crucifixión de Cristo por Albrecht Altdorfer